# Ладомировка
Ладоми́ровка — село в Ровеньско́м районе Белгородской области России, административный центр Ладомировского сельского поселения.

## История
Считается, что село возникло в XVIII веке в плодородной долине реки, в результате заселения выходцами с Украины, находящейся под тяжёлым гнетом польских магнатов. Протекавшая в те времена река называлась Вшивая за свои очень небольшие размеры, так и село стало называться. По другой версии помещица, купившая здесь земли, искупалась в реке и после этого обнаружила у себя вшей. Но во время разливов эта небольшая речушка затопляла низину, где находились сенокосные луга, и было принято решение забить источники реки, что и было сделано. Впоследствии река сильно обмелела.
Согласно Планам генерального межевания (около 1790 г.) на речке Вшивой в верхней её части располагались хутора: Аленицкой (в месте впадения притока Сухого Вшивого в речку Вшивую) и Налысников на левой стороне речки Мокрой Вшивой напротив оврага Аленицкого. Это подтверждают также «Экономические примечания Ливенского уезда» за 1786 год и французская карта времен Отечественной войны 1812 года. А вот на карте Стрельбицкого 1871 года уже указан хутор Вшивый.
В 1590-х годах эти земли вошли в состав Российского государства. Территория села была выделена помещикам Ладомировским, после чего село стало называться Ладомировкой. Помещики заезжали в свои земли только летом, хотя имели в центре села большой кирпичный дом, большие псарни и конюшни.
В XIX веке село входило Острогожский уезд Воронежской губернии и было довольно большим — в 1859 году в селе проживало 1048 человек и было 152 двора, а в 1887 году проживало уже 1596 душ. В селе была церковно-приходская школа. Церкви принадлежало 49 десятин земли. Позже село стало перешло к роду Апраксиных. В 1890 году крестьяне были освобождены. В 1892 году в селе было 160 дворов, с числом жителей 1399 душ. Общественной земли насчитывалось 1803 десятины, которая подвергалась ежегодным переделам.
В XIX — начале XX века с 17 по 20 сентября в селе проводилась большая осенняя ярмарка. Здесь торговали самыми различными товарами: продавали скот, ткани, продукты.

## Население
| 1859 | 1897  | 2002 | 2010 |
| ---- | ----- | ---- | ---- |
| 1048 | ↗1208 | ↘876 | ↘755 |